# Ixpantepec Nieves
Ixpantepec Nieves är en kommun i Mexiko.   Den ligger i delstaten Oaxaca, i den sydöstra delen av landet, 240 km sydost om huvudstaden Mexico City.
Följande samhällen finns i Ixpantepec Nieves:
- Santa María Asunción
- Barrio de Guadalupe